# Sångspel
Sångspel (tyska: Singspiel) är en musikdramatisk lättare form av underhållning, ett skådespel med talad dialog och musikinslag, av mindre format än en opera eller operett.
Sångspelet är relaterat till och räknas ibland som en form av opera. Den utvecklades på 1700-talet i Tyskland och Österrike, med vissa kopplingar till den engelska balladoperan, Italiens opera buffa och Frankrikes opéra comique.
Sångspel finns i flera nationella varianter. Tre av dem räknas numera som grenar av opera: den franska opéra comique, den tyska Singspiel och den spanska zarzuela grande.

## Exempel på sångspel
- J.A. Hiller – Die Jagd (1770)[1]
- W. A. Mozart – Enleveringen ur seraljen (1782)[1]
- W. A. Mozart – Trollflöjten (1791)[1]
- C.D. von Dittersdorf – Doktorn och apotekaren (1786)[1]
- A. Randel – Värmlänningarna (1846)[1]